# Földváry Miklós (bíró)
Bernátfalvai és földvári Földváry Miklós (Tápiószentmárton, 1801. szeptember 2. – Péteri, 1837. október 1.) megyei főszolgabíró, zeneszerző.

## Élete
Földváry Károly és óvári Pongrácz Éva fia volt. Pest megyében, ahol megyei hivatalokat viselt, előbb alszolgabiró, később hosszu évek során főszolgabiró és több megyék táblabirája volt.

## Munkái
- Allocutio, qua... munus ord. inspectoris ecclesiarum evang. A. C. per. contubernium Pesthanum, auspicatus es0t in conventu seniorali d. 24. Jun. 1827. in Péteri celebrato. Pesthini.
- Rövid leirása a Rima-Brezói vaskészítő egyesületnek, Pesthini, 1827.
- Értekezés a magyar királyné koronázások kezdetéről, és a koronázások módjában időről időre történt változásokról; nem különben a magyar királynék azon szabadságaikról és jussaikról, melyek régenten a koronázás módjából eredtek. Pesthini, 1830. (Magyar és német szöveg, három rézmetszettel.)

Cikke: Mi akadályozza a hazai literatura gyarapodását (Tud. Gyűjt. 1826. I.)